# Willis E. Lamb-díj
A Willis E. Lamb-díj (The Willis E. Lamb Award for Laser Science and Quantum Optics)  nemzetközi díj. Az 1955-ben a fizikai Nobel-díjjal kitüntetett Willis E. Lamb fizikus tiszteletére alapított elismerést 1998 óta ítélik oda a lézertudományokban és a kvantumoptikában elért kimagasló eredményekért. Évente két-három kutatónak ítélik oda a díjat.
A díjazottak listája:
- 2009: Robert W. Boyd, Robert L. Byer, és Kroó Norbert.
- 2008: Gershon Kurizki, Mark Raizen, és Wolfgang Schleich.
- 2007: Hans Frauenfelder, Moshe Shapiro, és Sunney Xie.
- 2006: Raymond Chiao, Roy Glauber, és Manfred Kleber.
- 2005: Gérard Mourou, Szymon Suckewer, és Sune Svanberg.
- 2004: Karl Kompa, Stuart Rice, és Lu Sham.
- 2003: Leon Cohen, Michael Feld, és Herschel Rabitz.
- 2002: Jonathan Dowling, Luigi Lugiato, és Yanhua Shih.
- 2001: James P. Gordon és Herman Haus.
- 2000: Federico Capasso és Alfred Y. Cho
- 1999: Melvin Lax, Lorenzo Narducci, és Herbert Walther.
- 1998: Ali Javan, Olga Kocharovskaya, és Paul Mandel.